# Vezică înotătoare

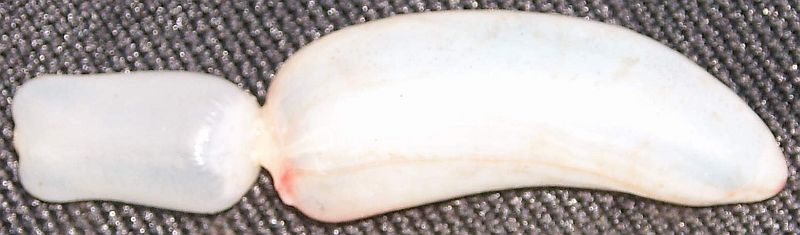
Vezica înotătoare la Scardinius erythrophthalmus

Vezica înotătoare (sau vezica de aer, vezica cu aer, vezica aeriană, vezica de gaz, beșica înotătoare, bășica înotătoare) este un organ sacciform plin cu aer situat deasupra tubului digestiv și sub coloana vertebrală, la peștii osoși, având funcție hidrostatică. Poate fi unică sau divizată prin gâtuituri, în două sau trei camere, cu sau fără prelungiri; liberă, ca de exemplu la Cyprinidae sau încapsulată, ca de exemplu la Cobitis. Vezica înotătoare este un organ hidrostatic plin cu gaze, care se dezvoltă dintr-un diverticul al esofagului sau stomacului. La peștii actuali, vezica înotătoare are funcție în respirație, sensibilitate sau în hidrostatica organismului; la peștii dipnoi, are și funcție respiratorie. Aerul intră sau iese din vezica înotătoare prin ductul pneumatic care se deschide în esofag sau în stomac, sau prin capilarele sangvine, astfel încât greutatea specifică a peștelui este întotdeauna în concordanță cu adâncimea la care înoată. În felul acesta, peștele este practic lipsit de greutate și energia folosită pentru deplasare este redusă. Plămânii tetrapodelor sunt omologi cu vezica înotătoare.